# ウジソン・ホドリゲス・ドス・サントス
ウジソン（Húdson）ことウジソン・ホドリゲス・ドス・サントス（ポルトガル語: Húdson Rodrigues dos Santos、1988年1月30日 - ）は、ブラジルの元サッカー選手。現役時代のポジションはMFまたはDF。

## クラブ歴
サントスFCの下部組織に2006年に加入。2007年5月13日のカンピオナート・ブラジレイロ・セリエAでは、主力をコパ・リベルタドーレス2007に温存しておくために後半からヴィニシウスに代えて途中出場しプロ初出場。その後は出番に乏しく、サンタ・クルスFCやイトゥアーノFCへの期限付き移籍をした。2010年にレッドブル・ブラジルに完全移籍で加入すると、コメルシアウ・ジ・リベイロン・プレトに移籍。2012年5月18日にオエステFCに加入。オエステではレギュラーとしてカンピオナート・ブラジレイロ・セリエC制覇に貢献した。
2013年5月23日にカンピオナート・ブラジレイロ・セリエCのブラジリエンセFCに加入。12月19日にカンピオナート・パウリスタ終了までボタフォゴ-SPへ期限付き移籍した。
ボタフォゴ-SPでの活躍が目に留まり、2014年4月8日に年末までの契約でサンパウロFCに加入。同月末に初出場。10月17日には2017年12月まで契約を延長した。2016年12月6日に2シーズンの契約を更新。2016年12月22日にネイウトンとの交換で1年のレンタル移籍を経験した。クルゼイロでは7月9日にSEパルメイラスからカンピオナート・ブラジレイロ・セリエA初得点をあげた。